# Lipinia noctua
Espèce
Synonymes
- Scincus noctua Lesson, 1826
- Lygosoma vertebrale Hallowell, 1861
- Euprepes novarae Steindachner, 1867
- Lygosoma aurea Meyer, 1874
- Lygosoma noctua var. ternatensis Peters & Doria, 1878
- Lygosoma subnitens Boettger, 1886
- Lygosoma miotis Boulenger, 1895

Lipinia noctua est une espèce de sauriens de la famille des Scincidae.

## Répartition
Cette espèce se rencontre dans le Pacifique depuis Sulawesi, les Moluques, la Nouvelle-Guinée, l'archipel Bismarck, les États fédérés de Micronésie, les Salomon, Vanuatu, les Fidji, les Samoa jusqu'à la Polynésie française et Hawaï,.

## Description
Cette espèce atteint environ 10 cm, dont la moitié pour la queue.

## Publication originale
- Lesson, 1826 : Reptile plates 3 and 4, in Atlas de Zoologie, Voyage autour de monde, exécuté (part.) ordre du Roi, sur la Corvette de sa Majesté, La Coquille, pendant les années 1822-1825. Arthus Bertrand, Paris.